# North Norfolk
North Norfolk är ett distrikt (motsvarande kommun) i grevskapet Norfolk i England, Storbritannien. Distriktet har 103 227 invånare (2022). Större orter är Cromer, Fakenham, North Walsham och Sheringham.  Distriktet är indelat i 122 civil parishes.